# Alexander Peya
Alexander Peya (født 27. juni 1980) er en Østrigsk mandlig tennis spiller. Han nåede sin karrieres højdepunkt som nr. 92 i verdensranglisten i single i april 2007. Hans karrieres højdepunkt inden for doubble var verdens nr. 3, hvilket han opnåede i august 2013. Han blev født i Wien, Østrig, og bor i øjeblikket der.
I september 2008 hjalp Peya Østrig til en Davis Cup play-off sejr mod Storbritannien. Peya slog Alex Bogdanovic i fire sæt afgørende sæt.

## Betydelige finaler

### Grand Slam finalen

#### Double: 1 (1 runner-up)
| Resultatet | År   | Championship | Overflade | Partner      | Modstandere                 | Score    |
| ---------- | ---- | ------------ | --------- | ------------ | --------------------------- | -------- |
| Runner-up  | 2013 | US Open      | Hård      | Bruno Soares | Leander Paes Radek Štěpánek | 1-6, 3-6 |

#### Mixet double: 1 (1 runner-up)
| Resultatet | År   | Championship | Overflade | Partner     | Modstandere                 | Score    |
| ---------- | ---- | ------------ | --------- | ----------- | --------------------------- | -------- |
| Runner-up  | 2015 | Wimbledon    | Græs      | Tímea Babos | Leander Paes Martina Hingis | 1-6, 1-6 |

### Masters 1000-finalen

#### Double: 5 (2 titler, 3 runner-up)
| Outcome   | Year | Championship | Surface  | Partner      | Opponents                 | Score         |
| --------- | ---- | ------------ | -------- | ------------ | ------------------------- | ------------- |
| Runner-up | 2013 | Madrid       | Clay     | Bruno Soares | Bob Bryan Mike Bryan      | 2–6, 3–6      |
| Winner    | 2013 | Montreal     | Hard     | Bruno Soares | Andy Murray Colin Fleming | 6–4, 7–6(7–4) |
| Runner-up | 2013 | Paris        | Hard (i) | Bruno Soares | Bob Bryan Mike Bryan      | 3–6, 3–6      |
| Runner-up | 2014 | Indian Wells | Hard     | Bruno Soares | Bob Bryan Mike Bryan      | 4–6, 3–6      |
| Winner    | 2014 | Toronto      | Hard     | Bruno Soares | Ivan Dodig Marcelo Melo   | 6–4, 6–3      |

## ATP karriere finaler

### Double: 40 (14 titler, 26 runners-up)
| Legend                            |
| --------------------------------- |
| Grand Slam-turneringer (0-1)      |
| ATP World Tour Finals (0-0)       |
| ATP World Tour Masters 1000 (2-3) |
| ATP World Tour 500-Serien (6-8)   |
| ATP World Tour 250-Serien (6-14)  |

| Titler efter overflader |
| ----------------------- |
| Hårdt (8-14)            |
| Ler (4-9)               |
| Græs (2-3)              |
| Tæppe (0-0)             |

| Titler efter Placering |
| ---------------------- |
| Udendørs (9-22)        |
| Indendørs (5-3)        |

| Resultat  | Nr. | Dato               | Turnering                                                                    | Overflade | Partner            | Modstandere                          | Score                       |
| --------- | --- | ------------------ | ---------------------------------------------------------------------------- | --------- | ------------------ | ------------------------------------ | --------------------------- |
| Runner-up | 1.  | 27. juli 2003      | Austrian Open Kitzbühel, Kitzbühel, Austria                                  | Ler       | Jürgen Melzer      | Martin Damm Cyril Suk                | 4–6, 4–6                    |
| Runner-up | 2.  | 7. maj 2006        | BMW Open, Munich, Germany                                                    | Ler       | Björn Phau         | Andrei Pavel Alexander Waske         | 4–6, 2–6                    |
| Runner-up | 3.  | 12. oktober 2008   | Bank Austria-TennisTrophy, Vienna, Austria                                   | Hård (i)  | Philipp Petzschner | Max Mirnyi Andy Ram                  | 1–6, 5–7                    |
| Runner-up | 4.  | 27. februar 2011   | Delray Beach International Tennis Championships, Delray Beach, United States | Hård      | Christopher Kas    | Scott Lipsky Rajeev Ram              | 6–4, 4–6, [3–10]            |
| Runner-up | 5.  | 1. maj 2011        | Serbia Open, Belgrade, Serbia                                                | Ler       | Oliver Marach      | František Čermák Filip Polášek       | 5–7, 2–6                    |
| Winner    | 1.  | 24. juli 2011      | International German Open, Hamburg, Germany                                  | Ler       | Oliver Marach      | František Čermák Filip Polášek       | 6–4, 6–1                    |
| Runner-up | 6.  | 31. juli 2011      | Credit Agricole Suisse Open Gstaad, Gstaad, Switzerland                      | Ler       | Christopher Kas    | František Čermák Filip Polášek       | 3–6, 6–7(7–9)               |
| Runner-up | 7.  | 27. august 2011    | Winston-Salem Open, Winston-Salem, United States                             | Hård      | Christopher Kas    | Jonathan Erlich Andy Ram             | 6–7(2–7), 4–6               |
| Winner    | 2.  | 14. januar 2012    | Heineken Open, Auckland, New Zealand                                         | Hård      | Oliver Marach      | František Čermák Filip Polášek       | 6–3, 6–2                    |
| Runner-up | 8.  | 15. juli 2012      | Swedish Open, Båstad, Sweden                                                 | Ler       | Bruno Soares       | Robert Lindstedt Horia Tecău         | 3–6, 6–7(5–7)               |
| Winner    | 3.  | 30. september 2012 | Proton Malaysian Open, Kuala Lumpur, Malaysia                                | Hård (i)  | Bruno Soares       | Colin Fleming Ross Hutchins          | 5–7, 7–5, [10–7]            |
| Winner    | 4.  | 7. oktober 2012    | Rakuten Japan Open Tennis Championships, Tokyo, Japan                        | Hård      | Bruno Soares       | Leander Paes Radek Štěpánek          | 6–3, 7–6(7–5)               |
| Winner    | 5.  | 28. oktober 2012   | Valencia Open 500, Valencia, Spain                                           | Hård (i)  | Bruno Soares       | David Marrero Fernando Verdasco      | 6–3, 6–2                    |
| Winner    | 6.  | 17. februar 2013   | Brazil Open, São Paulo, Brazil                                               | Ler (i)   | Bruno Soares       | František Čermák Michal Mertiňák     | 6–7(5–7), 6–2, [10–7]       |
| Winner    | 7.  | 28. april 2013     | Barcelona Open Banco Sabadell, Barcelona, Spain                              | Ler       | Bruno Soares       | Robert Lindstedt Daniel Nestor       | 5–7, 7–6(9–7), [10–4]       |
| Runner-up | 9.  | 12. maj 2013       | Mutua Madrid Open, Madrid, Spain                                             | Ler       | Bruno Soares       | Bob Bryan Mike Bryan                 | 2–6, 3–6                    |
| Runner-up | 10. | 16. juni 2013      | AEGON Championships, London, United Kingdom                                  | Gras      | Bruno Soares       | Bob Bryan Mike Bryan                 | 6–4, 5–7, [3–10]            |
| Winner    | 8.  | 21. juni 2013      | AEGON International, Eastbourne, United Kingdom                              | Gras      | Bruno Soares       | Colin Fleming Jonathan Marray        | 3–6, 6–3, [10–8]            |
| Runner-up | 11. | 21. juli 2013      | International German Open, Hamburg, Germany                                  | Ler       | Bruno Soares       | Mariusz Fyrstenberg Marcin Matkowski | 6–3, 1–6, [8–10]            |
| Winner    | 9.  | 11. august 2013    | Rogers Cup, Montreal, Canada                                                 | Hård      | Bruno Soares       | Colin Fleming Andy Murray            | 6–4, 7–6(7–4)               |
| Runner-up | 12. | 7. september 2013  | US Open, New York, United States                                             | Hård      | Bruno Soares       | Leander Paes Radek Štěpánek          | 1–6, 3–6                    |
| Winner    | 10. | 27. oktober 2013   | Valencia Open 500, Valencia, Spain                                           | Hård (i)  | Bruno Soares       | Bob Bryan Mike Bryan                 | 7–6(7–3), 6–7(1–7), [13–11] |
| Runner-up | 13. | 3. november 2013   | BNP Paribas Masters, Paris, France                                           | Hård (i)  | Bruno Soares       | Bob Bryan Mike Bryan                 | 3–6, 3–6                    |
| Runner-up | 14. | 3. januar 2014     | Qatar ExxonMobil Open, Doha, Qatar                                           | Hård      | Bruno Soares       | Tomáš Berdych Jan Hájek              | 2–6, 4–6                    |
| Runner-up | 15. | 11. januar 2014    | Heineken Open, Auckland, New Zealand                                         | Hård      | Bruno Soares       | Julian Knowle Marcelo Melo           | 6–4, 3–6, [5–10]            |
| Runner-up | 16. | 16. marts 2014     | BNP Paribas Open, Indian Wells, United States                                | Hård      | Bruno Soares       | Bob Bryan Mike Bryan                 | 4–6, 3–6                    |
| Winner    | 11. | 15. juni 2014      | Aegon Championships, London, United Kingdom                                  | Gras      | Bruno Soares       | Jamie Murray John Peers              | 4–6, 7–6(7–4), [10–4]       |
| Runner-up | 17. | 21. juni 2014      | Aegon International, Eastbourne, United Kingdom                              | Gras      | Bruno Soares       | Treat Huey Dominic Inglot            | 5–7, 7–5, [8–10]            |
| Runner-up | 18. | 20. juli 2014      | International German Open, Hamburg, Germany                                  | Ler       | Bruno Soares       | Marin Draganja Florin Mergea         | 4–6, 5–7                    |
| Winner    | 12. | 10. august 2014    | Rogers Cup, Toronto, Canada                                                  | Hård      | Bruno Soares       | Ivan Dodig Marcelo Melo              | 6–4,6–3                     |
| Winner    | 13. | 3. maj 2015        | BMW Open, Munich, Germany                                                    | Ler       | Bruno Soares       | Alexander Zverev Mischa Zverev       | 4–6, 6–1, [10–5]            |
| Runner-up | 19. | 14. juni 2015      | MercedesCup, Stuttgart, Germany                                              | Gras      | Bruno Soares       | Rohan Bopanna Florin Mergea          | 7–5, 2–6, [7–10]            |
| Runner-up | 20. | 27. september 2015 | St. Petersburg Open, St. Petersburg, Russia                                  | Hård      | Julian Knowle      | Treat Huey Henri Kontinen            | 5–7, 3–6                    |
| Winner    | 14. | 1. november 2015   | Swiss Indoors, Basel, Switzerland                                            | Hård (i)  | Bruno Soares       | Jamie Murray John Peers              | 7–5, 7–5                    |
| Runner-up | 21. | 8. januar 2016     | Qatar ExxonMobil Open, Doha, Qatar                                           | Hård      | Philipp Petzschner | Feliciano López Marc López           | 4–6, 3–6                    |
| Runner-up | 22. | 14. februar 2016   | Rotterdam Open, Rotterdam, Netherlands                                       | Hård (i)  | Philipp Petzschner | Nicolas Mahut Vasek Pospisil         | 6–7(2–7), 4–6               |
| Runner-up | 23. | 27. februar 2016   | Mexican Open, Acapulco, Mexico                                               | Hård      | Philipp Petzschner | Treat Huey Max Mirnyi                | 6–7(5–7), 3–6               |
| Runner-up | 24. | 19. juni 2016      | Gerry Weber Open, Halle, Germany                                             | Gras      | Łukasz Kubot       | Raven Klaasen Rajeev Ram             | 6–7(5–7), 2–6               |
| Runner-up | 25. | 24. juli 2016      | Washington Open, Washington, United States                                   | Hård      | Łukasz Kubot       | Daniel Nestor Édouard Roger-Vasselin | 6–7(3–7), 6–7(4–7)          |
| Runner-up | 16. | 30. april 2017     | Barcelona Open Banco Sabadell, Barcelona, Spain                              | Ler       | Philipp Petzschner | Florin Mergea Aisam-ul-Haq Qureshi   | 4–6, 3–6                    |

### Singler
| Turnering              | 2002 | 2003 | 2004 | 2005 | 2006 | 2007 | 2008 | 2009 | 2010 | 2011 | W-L |
| ---------------------- | ---- | ---- | ---- | ---- | ---- | ---- | ---- | ---- | ---- | ---- | --- |
| Grand Slam tournaments |      |      |      |      |      |      |      |      |      |      |     |
| Australian Open        | Q1   | A    | Q3   | A    | A    | Q2   | Q2   | Q1   | A    | Q1   | 0–0 |
| French Open            | Q1   | Q2   | 1R   | Q1   | A    | 1R   | Q1   | A    | A    | A    | 0–2 |
| Wimbledon              | Q1   | Q3   | 2R   | Q1   | 1R   | 1R   | 1R   | 1R   | Q3   | A    | 1–5 |
| US Open                | Q2   | A    | 3R   | Q3   | Q3   | Q3   | Q1   | Q3   | Q1   | A    | 2–1 |
| Vundet-tabt            | 0–0  | 0–0  | 3–3  | 0–0  | 0–1  | 0–2  | 0–1  | 0–1  | 0–0  | 0–0  | 3–8 |

### Doubler
2017 Miami Åben
| Turnering                   | 1999               | 2000               | 2001               | 2002               | 2003               | 2004               | 2005               | 2006               | 2007               | 2008               | 2009               | 2010               | 2011               | 2012               | 2013         | 2014         | 2015         | 2016  | 2017     | SR       | W–L     |
| --------------------------- | ------------------ | ------------------ | ------------------ | ------------------ | ------------------ | ------------------ | ------------------ | ------------------ | ------------------ | ------------------ | ------------------ | ------------------ | ------------------ | ------------------ | ------------ | ------------ | ------------ | ----- | -------- | -------- | ------- |
| Grand Slam tournaments      |                    |                    |                    |                    |                    |                    |                    |                    |                    |                    |                    |                    |                    |                    |              |              |              |       |          |          |         |
| Australian Open             | A                  | A                  | A                  | A                  | A                  | A                  | A                  | A                  | 1R                 | 2R                 | 2R                 | A                  | 1R                 | 1R                 | 2R           | 3R           | 2R           | 1R    | 1R       | 0 / 10   | 6–10    |
| French Open                 | A                  | A                  | A                  | A                  | A                  | 3R                 | A                  | QF                 | 1R                 | 1R                 | 1R                 | A                  | 3R                 | 2R                 | SF           | 2R           | QF           | SF    | 0 / 11   | 19–11    |         |
| Wimbledon                   | A                  | A                  | A                  | Q1                 | A                  | Q1                 | 2R                 | 2R                 | 3R                 | QF                 | 2R                 | Q2                 | SF                 | 1R                 | 3R           | QF           | QF           | 1R    | 0 / 11   | 20–11    |         |
| US Open                     | A                  | A                  | A                  | A                  | A                  | 2R                 | A                  | 2R                 | 1R                 | 1R                 | 1R                 | A                  | 1R                 | QF                 | F            | QF           | 1R           | QF    | 0 / 11   | 15–11    |         |
| Win–Loss                    | 0–0                | 0–0                | 0–0                | 0–0                | 0–0                | 3–2                | 1–1                | 4–3                | 2–4                | 4–4                | 2–4                | 0–0                | 6–4                | 4–4                | 12–4         | 9–4          | 7–4          | 6–4   | 0–1      | 0 / 43   | 60–43   |
| Års-slutnings mesterskab    |                    |                    |                    |                    |                    |                    |                    |                    |                    |                    |                    |                    |                    |                    |              |              |              |       |          |          |         |
| World Tour finalen          | Kvalificerede ikke | Kvalificerede ikke | Kvalificerede ikke | Kvalificerede ikke | Kvalificerede ikke | Kvalificerede ikke | Kvalificerede ikke | Kvalificerede ikke | Kvalificerede ikke | Kvalificerede ikke | Kvalificerede ikke | Kvalificerede ikke | Kvalificerede ikke | Kvalificerede ikke | SF           | RR           | DNQ          | DNQ   | 0 / 2    | 3–4      |         |
| ATP World Tour Masters 1000 |                    |                    |                    |                    |                    |                    |                    |                    |                    |                    |                    |                    |                    |                    |              |              |              |       |          |          |         |
| Indian Wells                | A                  | A                  | A                  | A                  | A                  | A                  | A                  | A                  | A                  | A                  | A                  | A                  | A                  | 1R                 | SF           | F            | 1R           | A     | 1R       | 0 / 5    | 8–5     |
| Miami Masters               | A                  | A                  | A                  | A                  | A                  | A                  | A                  | A                  | A                  | A                  | A                  | A                  | A                  | 2R                 | 1R           | QF           | A            | QF    | QF       | 0 / 5    | 7–5     |
| Monte Carlo                 | A                  | A                  | A                  | A                  | A                  | A                  | A                  | A                  | A                  | A                  | A                  | A                  | A                  | QF                 | 2R           | QF           | QF           | 2R    | 0 / 5    | 5–5      |         |
| Madrid (Clay)               | Holdt i Hamborg    | Holdt i Hamborg    | Holdt i Hamborg    | Holdt i Hamborg    | Holdt i Hamborg    | Holdt i Hamborg    | Holdt i Hamborg    | Holdt i Hamborg    | Holdt i Hamborg    | Holdt i Hamborg    | A                  | A                  | A                  | 1R                 | F            | QF           | 1R           | QF    | 0 / 5    | 5–5      |         |
| Rome                        | A                  | A                  | A                  | A                  | A                  | A                  | A                  | A                  | A                  | A                  | A                  | A                  | A                  | 2R                 | 2R           | 2R           | 2R           | 2R    | 0 / 5    | 0–5      |         |
| Canada                      | A                  | A                  | A                  | A                  | A                  | A                  | A                  | A                  | A                  | A                  | A                  | A                  | A                  | A                  | W            | W            | SF           | 1R    | 2 / 4    | 10–2     |         |
| Cincinnati                  | A                  | A                  | A                  | A                  | A                  | A                  | A                  | A                  | A                  | A                  | A                  | A                  | A                  | A                  | QF           | QF           | 2R           | 1R    | 0 / 4    | 3–4      |         |
| Shanghai                    | Ikke afholdt       | Ikke afholdt       | Ikke afholdt       | Ikke afholdt       | Ikke afholdt       | Ikke afholdt       | Ikke afholdt       | Ikke afholdt       | Ikke afholdt       | Ikke afholdt       | A                  | A                  | 2R                 | 2R                 | A            | QF           | 1R           | A     | 0 / 4    | 2–4      |         |
| Paris                       | A                  | A                  | A                  | A                  | A                  | A                  | A                  | A                  | A                  | A                  | A                  | A                  | QF                 | QF                 | F            | 2R           | 2R           | A     | 0 / 5    | 6–5      |         |
| Vundet-tabt                 | 0–0                | 0–0                | 0–0                | 0–0                | 0–0                | 0–0                | 0–0                | 0–0                | 0–0                | 0–0                | 0–0                | 0–0                | 2–2                | 5–7                | 14–7         | 14–8         | 5–8          | 4–6   | 2–2      | 2 / 42   | 46–40   |
| National repræsentation     |                    |                    |                    |                    |                    |                    |                    |                    |                    |                    |                    |                    |                    |                    |              |              |              |       |          |          |         |
| Sommer olympiaden           | NH                 | A                  | Ikke afholdt       | Ikke afholdt       | Ikke afholdt       | A                  | Ikke afholdt       | Ikke afholdt       | Ikke afholdt       | A                  | Ikke afholdt       | Ikke afholdt       | Ikke afholdt       | 2R                 | Ikke afholdt | Ikke afholdt | Ikke afholdt | QF    | NH       | 0 / 2    | 3–2     |
| Davis Cup                   | PO                 | 1R                 | A                  | Z1                 | PO                 | PO                 | 1R                 | 1R                 | 1R                 | PO                 | 1R                 | PO                 | PO                 | QF                 | 1R           | Z1           | Z1           | Z1    | 0 / 7    | 7–10     |         |
| Vundet-tabte                | 0–1                | 0–1                | 0–0                | 0–1                | 2–1                | 1–0                | 0–0                | 0–0                | 0–0                | 0–0                | 0–1                | 0–1                | 1–0                | 2–2                | 1–0          | 0–2          | 0–1          | 3–1   | 0–0      | 0 / 9    | 10–12   |
| Karrierer statistik         |                    |                    |                    |                    |                    |                    |                    |                    |                    |                    |                    |                    |                    |                    |              |              |              |       |          |          |         |
| 1999                        | 2000               | 2001               | 2002               | 2003               | 2004               | 2005               | 2006               | 2007               | 2008               | 2009               | 2010               | 2011               | 2012               | 2013               | 2014         | 2015         | 2016         | 2017  | Karriere | Karriere |         |
| Titler                      | 0                  | 0                  | 0                  | 0                  | 0                  | 0                  | 0                  | 0                  | 0                  | 0                  | 0                  | 0                  | 1                  | 4                  | 5            | 2            | 2            | 0     | 0        | 14       | 14      |
| Finaler                     | 0                  | 0                  | 0                  | 0                  | 1                  | 0                  | 0                  | 1                  | 0                  | 1                  | 0                  | 0                  | 5                  | 5                  | 10           | 7            | 4            | 5     | 0        | 39       | 39      |
| Endelig vundet-tabt         | 3–2                | 0–2                | 1–2                | 0–3                | 6–3                | 6–6                | 1–2                | 7–9                | 11–14              | 14–12              | 14–16              | 2–3                | 36–23              | 36–24              | 56–20        | 43–27        | 38–27        | 35–25 | 8–9      | 317–229  | 317–229 |
| Rangering ved årsslutningen | 208                | 455                | 294                | 197                | 90                 | 95                 | 98                 | 52                 | 62                 | 49                 | 73                 | 103                | 18                 | 22                 | 4            | 10           | 24           | 23    | 58%      | 58%      |         |